# 쿠거 (차량)

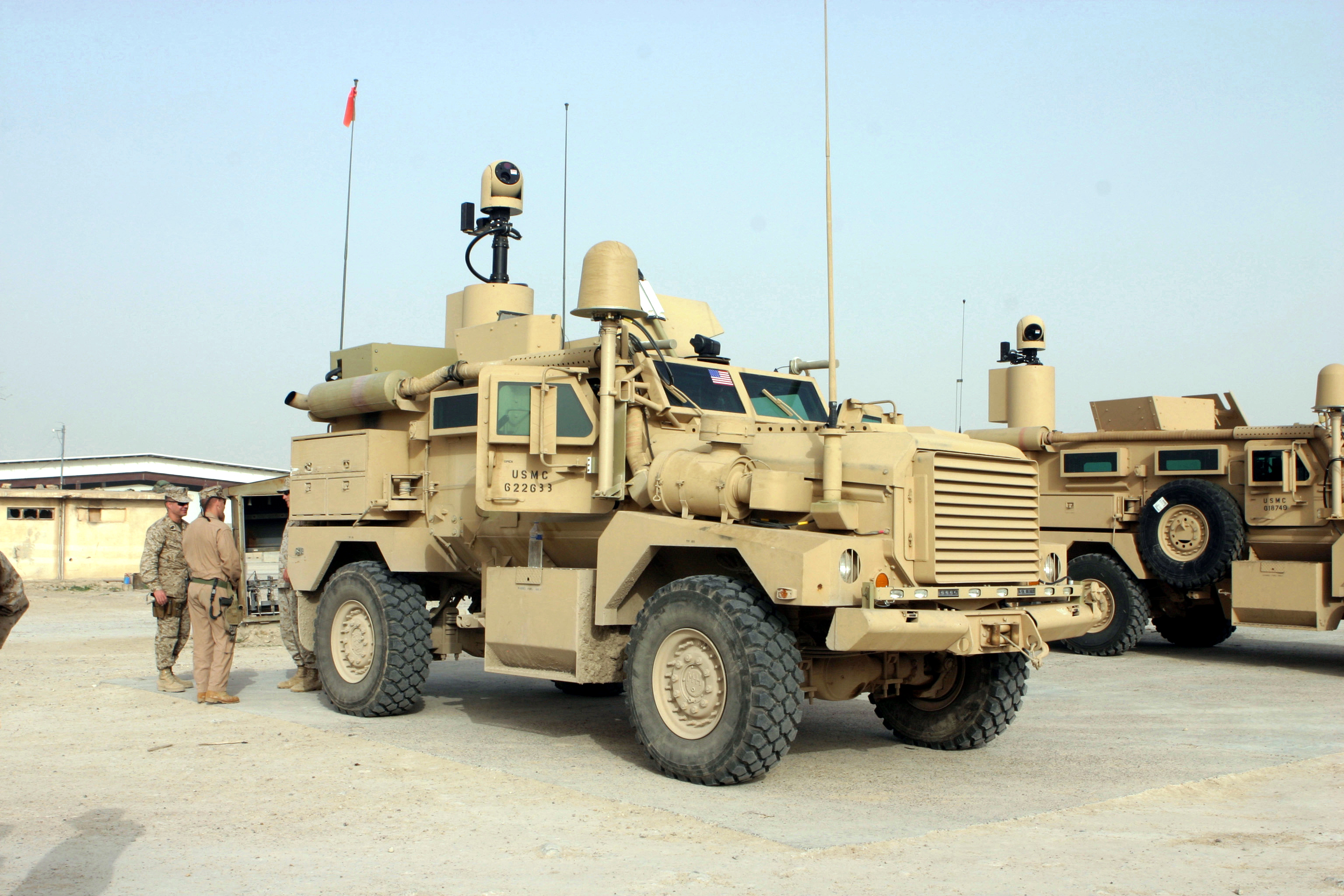
4륜구동 쿠거 차량

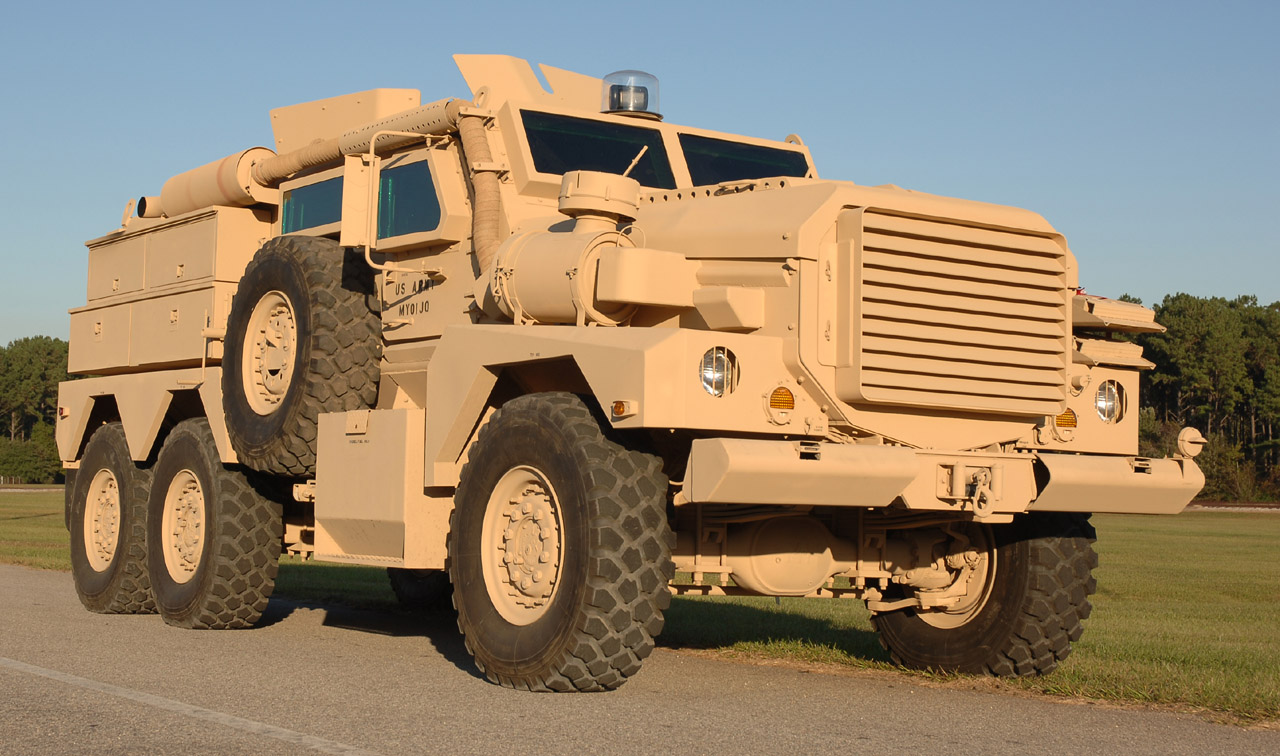
6륜구동 쿠거 차량

쿠거(Cougar)는 미국의 지뢰제거 차량이다.

## 역사
2002년에 개발되어서 2003년 이라크 전쟁에 투입되었다.
미국 공군이 미국 육군과 함께 개발한 RADBO (Recovery of Airbase Denied By Ordinance)는 활주로에 뿌려진 지뢰나 폭발물, 불발탄을 제거하는 무기로 현재 운용 중인 미 공군의 폭발물 제거 차량 상부에 탑재된다. 레이저 출력은 3KW 정도로 낮지만, 폭발물을 가열해 파괴하는 용도로는 부족하지 않다. 3년 전부터 테스트한 결과 미 공군은 RADBO의 성능이 충분히 만족스럽다고 판단하고 양산 및 배치를 결정했다.

## 파생형
MRAP4륜구동과 6륜구동 차량이 주로 미국 해병대에 배치되었다. 2008년까지 3500대 이상이 인도되었다.
RADBO미국 공군은 쿠거에 레이저포를 장착했다. 300 m 거리에서 레이저포를 지뢰나 폭탄에 발사하여 파괴한다.

## 사용국가
- 아제르바이잔 - 4대, 평화유지군
- 브루나이 - 소말리아에 파병된 브루나이군에 무상공여
- 캐나다 - 쿠거 제리 40대
- 크로아티아 - 아프가니스탄에 파병된 크로아티아군에 4대 이상 무상공여
- 덴마크 - 아프가니스탄에 파병된 덴마크군에 40대 쿠거 임대
- 지부티
- 조지아
- 헝가리
- 이라크
- 이탈리아
- 모로코
- 파키스탄
- 폴란드
- 루마니아
- 슬로베니아
- 우간다
- 우크라이나
- 영국
- 미국

## 같이 보기
- 지뢰
- en:MRAP